# Mauricio Vega
Carlos Mauricio Vega Ramírez (Bogotá, 4 de julio de 1984) es un empresario, productor e influenciador colombiano radicado en Estados Unidos, reconocido por ser el fundador de la compañía de medios estadounidense Latin Plug y por su labor social a favor de la comunidad latina. En 2021 se convirtió en miembro profesional de The Recording Academy, y en 2024 fundó el Museo del Reggaetón, una iniciativa dedicada a la promoción y preservación del género.

## Biografía

### Primeros años y estudios
Vega nació en Bogotá en 1984, y desde una edad temprana se mudó a Nueva York, Estados Unidos. Aunque inicialmente se inscribió en una carrera de medicina, desde su juventud empezó a interesarse por el mundo del espectáculo, formándose en actuación, baile, modelaje y presentación de radio, además de realizar estudios en producción de televisión. Más adelante participó como bailarín en diversos shows de televisión para las cadenas NBC y MTV.

### Carrera

#### Inicios y Latin Plug
Luego de participar como productor de eventos en festivales de People y Billboard, Vega fundó en el año 2017 la compañía Latin Plug, una plataforma educativa y publicitaria enfocada en la promoción de nuevos talentos en la industria del entretenimiento. Con el paso del tiempo la empresa logró posicionarse en el mercado latinoamericano, expandiendo su presencia a países como Argentina, Colombia, República Dominicana y Puerto Rico. Su empresa se encarga de ofrecer servicios de marketing digital y publicidad, como la exposición de carteles en las pantallas de Times Square y la difusión de contenidos digitales, y ha colaborado con otras compañías y eventos del sector como Billboard, Lo Nuestro, Grammy y los Premios La Juventud.
Dentro de esta plataforma creó el evento The Conference and Festival, realizado anualmente con el objetivo de generar interacciones entre las nuevas promesas del mundo del entretenimiento. En el año 2021 celebró con su empresa la primera edición de los Premios Latin Plug, en los que premió en diversas categorías a representantes de la industria del entretenimiento de Estados Unidos, Colombia, Argentina, Puerto Rico y República Dominicana. Artistas como Greeicy Rendón, Kimberly Reyes, Victor Manuelle, Romina Malaspina y Juan Sebastián Quintero fueron homenajeados en la ceremonia, realizada de forma virtual en mayo de 2021. Un año después organizó la segunda edición de los premios, con la participación de artistas como Sebastián Yatra, Carmen Villalobos, Majida Issa y Ángela Torres.
En junio de 2021 se convirtió en miembro profesional de The Recording Academy, organización estadounidense de especialistas en música. Un año después recibió una nominación en la categoría Mejor Empresario Influencer del Año en la cuarta edición de los Instafest Awards.
En 2024 fundó el Museo del Reaggetón, una iniciativa dedicada a la promoción y preservación de dicho género musical. Ese año realizó una serie de exhibiciones en la ciudad de Miami, previo a su apertura oficial de 2025. De acuerdo con la revista Billboard, es un espacio que «celebra la evolución del género y se enfoca en apoyar a nuevos talentos, además de ofrecer programas educativos para fortalecer el conocimiento y la profesionalización en la industria musical».

#### Filantropía
En 2021 inició un nuevo proyecto de casa hogares en Sudamérica, con el objetivo de brindar ayudas humanitarias y talleres educativos gratuitos. Ha logrado establecer este tipo de hogares en cinco ciudades de Venezuela, Colombia, Perú y República Dominicana. Fue uno de los organizadores de una multitudinaria marcha que recorrió las calles del distrito de Manhattan desde la sede de la ONU hasta el Times Square en apoyo al Paro Nacional de Colombia.